# Ворник
Во́рник (рум. vornic, від слов'янського дворникъ) — у Молдавському князівстві представник господарської влади в місті, в чиї функції входило спостереження за збором податків, виконанням містянами повинностей і утримання господарських дворів. Згодом один із найвищих боярських чинів у середньовічній Молдові.
До 14 століття землі Молдови входили до складу Королівства Русі. Урядники та інші посадовці мали такі самі титули, як у Київській Русі (Великому князівстві Київському) та Руському Королівстві.
Після занепаду Руського королівства, в Молдовському князівстві збереглись назви урядників - дворник (ворник), стольник, постельник, армаш, слугар та інші.
Великий ворник — очолював адміністрацію господарського двору, виконував адміністративні, судові та військові функції, заміщав верховного суддю, іноді командував армією без господаря. У Молдавії були два ворники: окремий для Нижньої країни (з резиденцією у Васлуї) та для Верхньої країни (з резиденцією у Сучаві). У свою чергу ці дві частини країни ділилися на дрібніші з центрами в окремих містах. У кожному значному місті також був дворник (ворник).